# Історія Сальвадору
Історія Сальвадору налічує кілька тисячоліть.

## Доколумбів період
Територія сучасного Сальвадору була здавна заселена людьми. Від 3-го тисячоліття до нашої ери і до 13-го століття нашої ери він був однією з територій росселення індіанського народу мая. У 10—13 століттях він був витіснений народом піпіль, який утворив у західній частині Сальвадору державу Кускатлан.

## Іспанська колонія (1530—1821)
У 1523—1530 рр. територія Сальвадору була після кількох спроб захоплена іспанським конкістадором Педро де Альварадо. Провінція Сальвадор входила до складу генерал-капітанства Гватемали.

## Незалежність (1821—)
Незалежність від Іспанії отримана 1821 року. 1 січня 1841 року Сальвадор став незалежним від Федерації Центральної Америки. Першим президентом став Хуан Ліндо. Протягом 19 століття у країні точилася боротьба між лібералами і консерваторами. У січні 1932 року вибухнуло селянське повстання на чолі з Фарабундо Марті, яке було криваво придушене.
1961 року до влади прийшов правий уряд, що викликало партизанські дії лівих. Унаслідок перевороту пацифіст архієпископ Оскар Ромеро був скинутий і замінений військово-цивільною хунтою. Його убивство в 1980 призвело до громадянської війни. Хосе Дуарте в тому ж році став президентом, у 1983 була написана нова конституція. У 1989 президентом був обраний Альфредо Крістіані. Партизанські дії продовжувалися до підписання миру в 1991 за сприяння ООН.За час громадянської війни загинуло близько 75000 людей. Довгі роки 75 % території країни належала 14 заможним родинам. Завдяки реформі багато людей отримало в своє володіння невеликі земельні ділянки, проте прірва між багатими і бідними залишається глибокою. Багатство як і раніше зосереджене в руках небагатьох.
у 1994—1999 роках президентом Сальвадору був Армандо Кальдерон Соль, У 1999—2004 — Франсіско Флорес, у 2004—2009 — Антоніо Сака, у 2009—2014 — Маурісіо Фунес, з 2014 — Санчес Серен.